# 江戸屋松五郎
江戸屋 松五郎（えどや まつごろう、生没年不詳）とは江戸時代末期の江戸の地本問屋。

## 来歴
江戸松、江松と号す。江戸において幕末に地本問屋を営業している。渓斎英泉、歌川国芳の錦絵を出版している。

## 作品
- 渓斎英泉 『江戸の松名木尽』 大判 錦絵揃物 文政
- 歌川国芳 『仮名手本忠臣蔵』 横大判 錦絵揃物 天保6年（1835年）
- 歌川国芳 『流好御染物帳』 大判 錦絵揃物 天保